# Orden de la Bandera Roja (Mongolia)
La Orden de la Bandera Roja (en mongol: Цэргийн гавьяаны улаан туг» одон), también llamada Orden de la Bandera Roja de Batalla, era una de las condecoraciones más altas de las concedidas por la República Popular de Mongolia, fue aprobada en 1926 mediante un decreto del Presídium del Gran Jural (parlamento) y el Consejo de Ministros de la República Popular de Mongolia.

## Historia de la creación
Originalmente, la orden se llamó «Por Valor Militar», en 1931-1945. fue denominada Orden de la Bandera Roja al Valor Militar, en 1945 se la denominó Orden de la Bandera Roja al Mérito Militar, desde 1993 se la denomina Orden de la Bandera Roja al Valor Militar.
Fueron otorgados a soldados, oficiales, trabajadores políticos del Ejército Revolucionario Popular de Mongolia, el Ejército Popular de Mongolia: personal militar, trabajadores de la seguridad del estado, guardias fronterizos y otros ciudadanos que realizaron una hazaña en la defensa del país de los agresores y que contribuyeron a fortalecer el ejército revolucionario del pueblo, fortaleciendo el poder de defensa de su país contra enemigos tanto externos como internos, en la protección del trabajo pacífico del pueblo.
La Orden de la Bandera Roja de la República Popular de Mongolia también se otorgó a unidades militares individuales, formaciones, escuelas militares, organizaciones industriales y administrativas que completaron con éxito tareas especiales del gobierno para aumentar el poder militar del MPR y fortalecer la capacidad de defensa del país. Así por ejemplo se otorgó aː
- Escuadrón Aéreo «Arat de Mongolia»;
- Dirección de Tropas Fronterizas e Internas de la República Popular de Mongolia;
- 44.ª Brigada de Tanques de la Guardia «Mongolia Revolucionaria»;
- Unión Revolucionaria de la Juventud de Mongolia;
- 17.º Ejército soviético.

Miles de soldados mongoles, soldados y comandantes del Ejército Rojo, líderes militares del ejército soviético y los ejércitos de los países socialistas fueron premiados en diferentes momentos. Aquellos que se distinguieron en defensa de la República Popular de Mongolia con la Orden de la Bandera Roja de la Batalla fueron galardonados dos, tres y cuatro veces, Así el mariscal Horloogiyn Choybalsan recibió cinco galardones.
La Orden de la Bandera Roja de la República Popular de Mongolia fue otorgada a la Academia Militar Frunze y la Academia Político-Militar Lenin, la Academia Militar de Logística y Transporte y otras instituciones educativas militares que han hecho una gran contribución a la formación del personal militar en la República Popular de Mongolia.
Se otorgaron alrededor de 600 medallas del tipo I, alrededor de 2300 del tipo II y alrededor de 6000 para los tipos III y IV.

## Diseño de la medalla
El diseño del medallón ha sufrido varios cambios a lo largo de los años, algunos muy pequeños, debido principalmente al cambio en el nombre y los símbolos estatales, así existen cuatro tipos básicos que se corresponden a los años 1926, 1940, 1945 y 1970. Así mismo en 1961 se cambió la barra de la cinta del pasador.
En todos los casos la medalla estaba hecha en plata dorada con partes esmaltadas en diferentes colores, el peso aproximado de la medalla era de unos 56,20 gramos y de unos 52 mm de diámetro.

### Tipo I (1926)

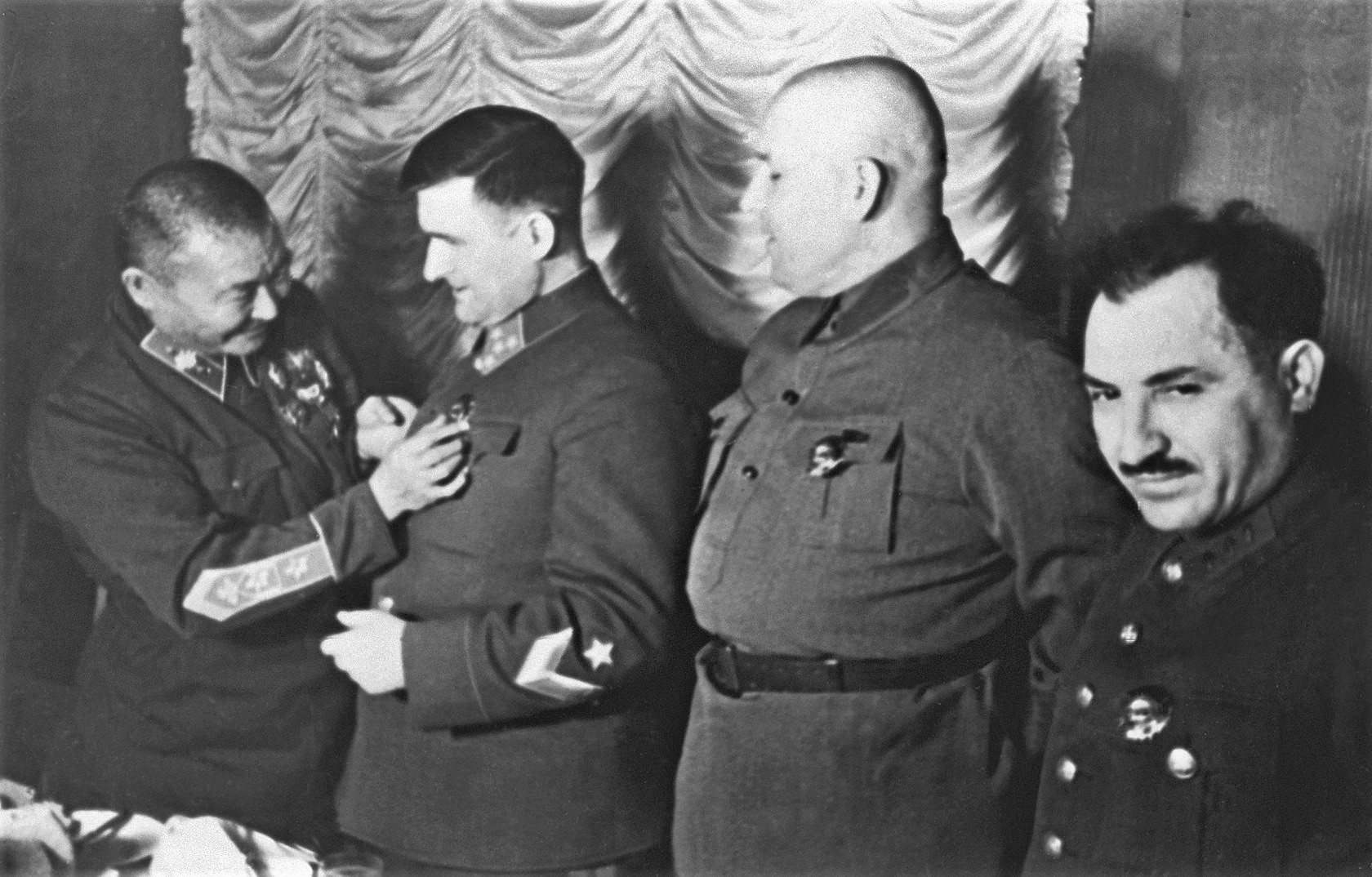
Ceremonia de presentación de la Orden de la Bandera Roja de la República Popular de Mongolia. De izquierda a derecha: Mariscal de la República Popular de Mongolia Choybalsan, coronel general Vasili Sokolovski y Lavrenti Tsanava

La insignia de la Orden de la Bandera Roja es una estrella convexa de cinco puntas, cubierta con esmalte rojo. Los haces de rayos divergentes (siete rayos en cada uno) se encuentran entre los extremos de la estrella. En el centro de la estrella hay un escudo convexo redondo cubierto con esmalte blanco. El escudo representa el sol con rayos divergentes. El sol está cubierto de esmalte amarillo. Sobre el sol se superpone una imagen en relieve del escudo de Soyombo.
El escudo de armas está cubierto con esmalte blanco y las hojas de loto debajo del escudo están cubiertas con esmalte verde. A los lados del escudo de armas de Soyombo hay dos banderas rojas colgadas. Sobre el escudo de armas hay una estrella de cinco puntas con la imagen de dos peces en el centro. Los peces están cubiertos de esmalte rojo y blanco. Esta estrella en la 1.ª versión es metálica, en la 2.ª de esmalte rojo.
La insignia de la orden está fabricada en plata de 84 quilates dorada. Está hecho de cuatro partes separadas, que, después de estampar, se procesaban a mano y se ensamblaban en pasadores. En la isla hay remaches de cinco pines. El pasador roscado de la parte posterior está soldado.

### Tipo II (1940)
La insignia de la Orden de la Bandera Roja es una estrella convexa de cinco puntas, cubierta con esmalte rojo. Los haces de rayos planos divergentes (siete rayos cada uno) se encuentran entre los extremos de la estrella. La parte superior del pedido está cubierta por una pancarta roja con las letras “B. NM U ", separados por cuatro puntos. En el centro de la orden, sobre un medallón redondo, se encuentra el escudo de armas de la República Popular de Mongolia (tipo I). El escudo de armas está cubierto de esmalte rojo, azul y amarillo. En la parte inferior del escudo de armas se adjuntan un rifle cruzado y un sable. Debajo del escudo de armas hay una guirnalda de hojas de loto de esmalte verde..

### Tipo III (1945)
La insignia de la Orden de la Bandera Roja es una estrella convexa de cinco puntas, cubierta con esmalte rojo. Los haces de rayos facetados divergentes (siete rayos en cada haz) se encuentran entre los extremos de la estrella. En el centro de la estrella hay un círculo superpuesto esmaltado en blanco y con rayas. El escudo de armas de la República Popular de Mongolia (tipo II) está superpuesto al círculo, cubierto con esmalte rojo, azul, verde y amarillo. Sobre el escudo de armas hay un estandarte de esmalte rojo desplegado a la derecha.

### Tipo IV (1970)
La insignia de la Orden de la Bandera Roja es una estrella convexa de cinco puntas, cubierta con esmalte rojo. Los haces de rayos facetados divergentes (siete rayos en cada haz) se encuentran entre los extremos de la estrella. En el centro de la estrella hay un círculo superpuesto esmaltado en blanco y con rayas. El escudo de armas de la República Popular de Mongolia (tipo III) está superpuesto al círculo, cubierto con esmalte rojo, azul, verde y amarillo. Sobre el escudo de armas hay un estandarte de esmalte rojo desplegado a la derecha.

## Cinta del pasador
Hasta 1961, la barra de uso diario de la Orden era un metal rectangular recubierta de esmalte de colores. En 1961, las tiras de esmalte fueron reemplazadas por tiras de metal cubiertas con cinta de seda de muaré de diferentes colores
| Cinta de la Orden antes de 1961 | Cinta de la Orden después de 1961 |
|                                 |                                   |